# Parada Aeródromo
Aeródromo o Kilómetro 11 era un apeadero que oficiaba de parada ferroviaria para el Ferrocarril de Comodoro Rivadavia que unía a esta localidad con Colonia Sarmiento (Chubut). Se hallaba en el ejido urbano del departamento Escalante de la provincia de Chubut (Argentina).

## Toponimia
Su nombre deriva del entonces Aeródromo que se asentaba en inmediaciones y que hoy es el Aeropuerto Internacional General Enrique Mosconi de la ciudad de Comodoro. El documento de Nomenclatura de Estaciones agregó que la parada estaba levantada directamente sobre la pista de aterrizaje.
En tanto, su otro nombre informal se deriva de la distancia que tomaban las vías desde la estación matriz a este punto de 11 kilómetros justos. Al poco tiempo después de la apertura surgió la confusión con la parada que estaba frente a los Cuarteles, que también fue nombrada Km 11. Esto hizo necesario renombrar esta parada a Km 12 para evitar confundirlas. Prueba de esto se ve en la extensa colección de boletos que refleja la denominación Km 12, propia en la jerga ferroviaria. El viaje podía comprarse hasta esta parada con opción de seguir a Gasoducto o CONFERPET por el mismo precio. Aunque también se podía adquirir hasta este punto individualmente.

## Generalidades
Servía a las localidades cercanas de Próspero Palazzo y Barrio Militar hoy barrios de Comodoro.
Este apeadero al funcionar como parada permitía el acceso de los viajeros a los trenes o su descenso en este lugar, aunque no se vendían pasajes ni contaba con una edificación que cumpliera las funciones de estación propiamente dicha. En 1958 se informaba que el equipaje que no sea bulto de mano, debería ser cargado o descargado, según el caso, por el interesado directamente en el furgón. No se comunicó desvío en Km 12 por lo que solo se trataría de una parada para el uso de los pasajeros.
En las cercanías de lo que fue la parada hoy existe hoy en día gran cantidad de instalaciones militares, tanto del Ejército Argentino como de la Fuerza Aérea Argentina, así como el Aeropuerto Internacional General Enrique Mosconi.
Formaba parte del Ferrocarril de Comodoro Rivadavia que comenzó a funcionar en el año 1910 y que fue cerrado definitivamente en el año 1978.

## Funcionamiento

### Itinerarios históricos
El análisis de itinerarios de horarios del servicio de larga distancia, lo largo del tiempo, confirman que fue una parada de escasa importancia para los servicios ferroviarios de larga distancia
. De este análisis surge que los trenes se detenían solo si había pasajeros dispuestos o cargas. De este modo, los informes que se centran en le viaje de larga distancia entre 1920, 1928, 1930, 1934, 1936 y 1955 no hicieron mención alguna.
Desde 1938 el itinerario mostró por primera vez la extensa red servicio suburbano que recorría la zona norte de Comodoro. Gracias a las últimas mejoras que recibió el ferrocarril, con la incorporación de ferrobuses, se logró que el servicio de pasajero y cargas ligeras reciba la mejora en el tiempo del trayecto que pasó de casi 8 hs a alrededor de 4 hs. Con la nueva tecnología el ferrobús, partiendo desde estación matriz, pudo alcanzar este punto en 17 minutos. Las distancias con los puntos vecinos se cubrían en 4 minutos a Empalme Astra y en 9 minutos con Apeadero Bombas Diadema . El itinerario nombró a este punto Aeródromo y no se lo tuvo en cuenta para el viaje de larga distancia a Sarmiento, sino que fue incluido en un circuito suburbano a Escalante.
El itinerario de Ferrocarriles del Estado del 15 de diciembre de 1940. Todos los viajes de todas las líneas pasaron a operarse con ferrobuses. El viaje principal partía los domingos desde Comodoro a las 7:08, pasando por este punto a las 7:23 y arribando a Sarmiento a las 10:45; mientras que había otro viaje que partía todos los días menos domingos desde las 16:30, paso por este punto a las 16:48 y llegada a Sarmiento a las 20:25. En tanto, el viaje desde Sarmiento se producía los domingos desde las 17:45 con arribo a Comodoro a las 20:58; mientras que el viaje que corría todos los días menos domingos lo hacía desde las 7:45 con llegada a las 11:11 a Comodoro. Por otra parte, el itinerario informaba gran variedad de servicios que ejecutaron el viaje de media distancia a Escalante. Los mismos partían desde Comodoro a las 1:00, 6:35, 11:35, 16:40 y 18:49 y la vuelta desde Escalante se ejecutaba 2:15, 8:00, 13:00, 17:55 y 20:35. Además, el documento se refirió a este elemento como Ap. Km 11 ( Aeródromo) y sin edificación para pasajeros en ese año. Por último, se le adjudicó 900 metros de desvíos en toda su extensión.
El itinerario de trenes de 1946 hizo alusión detallada al servicio suburbano del ferrocarril. En el se mencionó a este apeadero visitado diariamente por 2 líneas diferentes «de Comodoro a Escalante» y «de Comodoro a Sarmiento». El ferrobús en su viaje de larga distancia, partiendo desde estación matriz, arribaba este punto en 15 minutos. Mientras que el viaje suburbano demandaba 2 minutos más. Las distancias con sus puntos vecinos siguieron sin modificación.
La novedad de este informe fue la descripción del servicio de cargas a Sarmiento que se ejecutaba en forma condicional los lunes, miércoles y viernes. Este viaje se hacía con un formación a vapor y partía desde Talleres a las 9:40 para llegar a destino a las 17:40. El tren arribaba, con parada obligatoria, a Km 11 a las 9:51. Para comunicar la distancia que existía con Empalme Astra al tren le tomaba 6 minutos, mientras que para unirse con Bombas Diadema se requerían 3 minutos. Por último, en este itinerario se llamó a este punto Apeadero Km 11 (Aeródromo).
El mismo itinerario de 1946 fue presentado por otra editorial y en el se hace mención menos detallada de los servicios de pasajeros de este ferrocarril. En el documento se aclaró que la mayoría de los ferrobuses pararían en puntos adicionales que los pasajeros solicitaran para ascender o descender. Las tarifas se cobraban desde o hasta la estación más próxima anterior o posterior. La diferencia principal es que a este punto no fue tenido en cuenta para el viaje de larga distancia a Sarmiento, sino que fue incluido en un circuito suburbano a Escalante. Por último, se aludió a muchos puntos del ferrocarril con otros nombres. En el caso de este apeadero se lo llamó Aeródromo a secas.
El 10 de diciembre de 1948 fue presentado un itinerario que no representó grandes variaciones respecto del presentado en 1946. Sin embargo, la gran diferencia con el anterior documento estuvo en el viaje de cargas que recorría la línea completa desde Comodoro a Sarmiento; y no partía desde Talleres como en el itinerario anterior. De este modo, el viaje de cargas partía sin un día estipulado, en forma condicional desde Comodoro a las 9:30, paso por este punto a las 10:01 y arribo a Sarmiento a las 18:05. En tanto, la vuelta vuelta desde Sarmiento se producía desde las 10:20 con arribo a estación Comodoro a las 20:25. Por último, el itinerario se refirió a este punto como Apeadero Km 11 (Aeródromo).
El último informe de 1955 fue dedicado al servicio suburbano, que tenía su inicio en Comodoro y como puntas de rieles a Km 27 (que remplazaría Escalante como punta de riel), Km 20 y COMFERPET, es detallado con paradas y horarios de este servicio. Al coche motor que partía desde la estación matriz le tomaba alcanzar este punto 19 minutos de ida. Como novedad se suprimió la parada Bombas Diadema y se agregó la parada Gasoducto. La nueva parada era más cercana, separada por 4 minutos. Por otro lado continuaba distanciada de empalme Astra por otros 7 minutos. De este modo, se pudo ver un ligero empeoramiento en los tiempos del ferrocarril.
En este documento se menciona a este punto como Apeadero Kilómetro 11 Aeródromo.

### Registro de boletos
Era una parada con demanda en el servicio suburbano de la línea como lo demuestra una colección de boletos. En esta colección se hace mención de este punto siempre con el nombre de Kilómetro 12 para evitar la confusión con la parada Km 11. El viaje podía comprarse hasta esta parada con opción de seguir a Gasoducto o COMFERPET por el mismo precio, aunque también se podía adquirir hasta este punto individualmente.

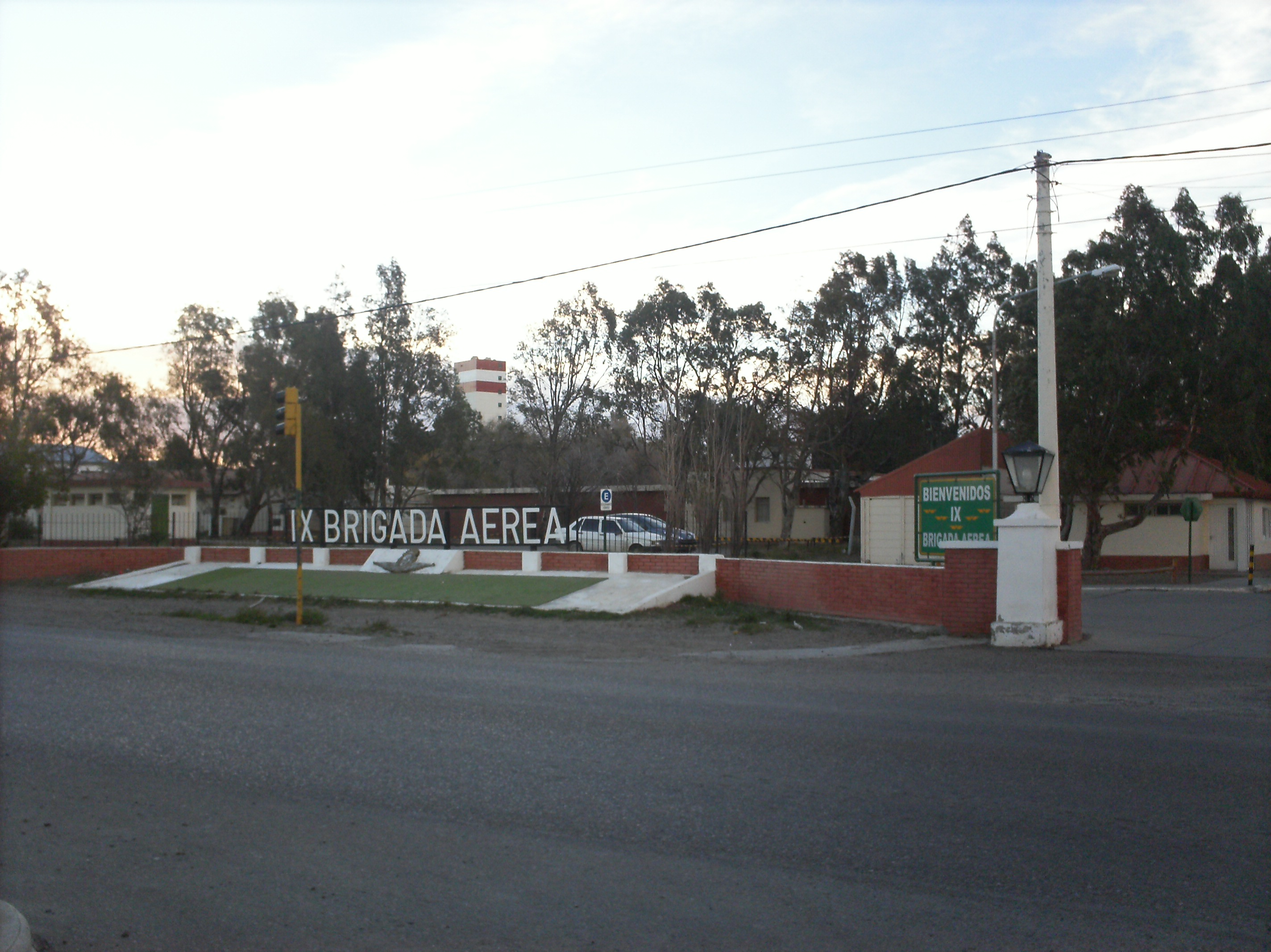
La brigada desde la avenida que la conecta con el aeropuerto en inmediaciones donde estuvo la parada.